# Araucaria rulei
Espèce
Classification phylogénétique
Statut de conservation UICN

 EN A2ac; B2ab(ii,iii) : En danger
L'Araucaria rulei est un conifère du genre Araucaria, endémique de Nouvelle-Calédonie.

## Description
- Conifère à port conique pyramidal avec 4 branches en  pseudo-verticille recourbées vers le haut, le tronc atteignant une hauteur de 25 mètres. Port en candélabre pour les spécimens âgés[1],[2].

## Répartition
Dispersé dans massifs ultramafiques  nickelifères  de la Nouvelle-Calédonie entre 600 et 900 m.
Menacé par l’exploitation des mines de Nickel, l’espèce ne se régénère que lentement.
4000 plants ont été  introduits dans deux réserves créées à cet effet.